# American Colonization Society
The Society for the Colonization of Free People of Color in America, mer känt som The American Colonization Society, samt under förkortningen ACS, var en amerikansk intresseorganisation, grundad 1816 av Henry Clay, John Randolph och Richard Bland Lee, vars syfte var att skapa en möjlighet för frigivna svarta slavar att "återvända hem" från USA till Afrika genom att ge dem en fristad där, organisationens huvudsakliga verksamhet pågick fram till 1848. Dess arbete resulterade i skapandet av den afrikanska staten Liberia. Organisationen hade dock aldrig några primära abolitionistiska mål, vilket är en vanlig missuppfattning.

## Bakgrund
Under andra halvan av 1700-talet hade antalet frigivna slavar och fria svarta ökat markant i de europeiska kolonierna på den amerikanska kontinenten. Detta hade främst tre orsaker: dels att det blev det en allt vanligare trend att svarta slavar efter många års arbete frigavs på ålderns höst av sina vita slavägare, oftast med motiveringen att de var för gamla eller för utslitna för att fortsätta arbeta, dels för att många mulatter, som var barn till slavkvinnor och vita fäder (oftast slavägaren) fötts i frihet, detta eftersom det under dessa omständigheter hörde till seden att erkänna dessa som fria, och dels för att många slavägare frigav sina slavar i sina testamenten efter sin död. Dessa tre grupper och deras ättlingar hade vid 1800-talets början ökat i antal. Dessa före detta slavar och dess ättlingar ägdes visserligen formellt inte av någon slavägare, men hade fortfarande ytterst begränsade rättigheter och var i praktiken fortfarande helt beroende av sina forna ägare och markägare, på vars ägor de oftast fortfarande bodde och arbetade. 
Denna minimala frihet skrämde dock slavägarna och många politiker, som började frukta att de frigivna slavarna skulle hetsa de ännu förslavade till ett fullskaligt slavuppror. just detta skedde 1791 när slavarna i den franska kolonin Saint-Domingue gjorde uppror mot sina ägare i sviterna av att den franska revolutionens idéer hade spridit sig över Atlanten. Revolten slogs visserligen ner efter ett par år, men effekterna blev förödande för Frankrike som aldrig helt lyckades återetablera sin auktoritet i kolonin och tvingades till slut erkänna dess självständighet 1804 som Republiken Haiti, det blev den första staten någonsin att bli helt självständig från sin europeiska kolonialmakt och världens första republik styrd av mörkhyade. Det var framför allt den unga staten USA, vars ekonomi vid tidpunkten var helt beroende av slaveriet, som oron för slavuppror var som störst. Trots detta ökade antalet frigivna slavar och fria svarta hela tiden under åren som följde och politikernas och slavägarnas oro och paranoia likaså, vilket ledde till vissa spänningar.
The American Colonization Society (ACS) växte fram i samband med att detta problem blev en allt viktigare fråga inom den amerikanska inrikespolitiken. Dess förespråkare menade att lösningen var att om det gick att flytta på de frigivna slavarna bort från slavägarnas marker, där de i de allra flesta fall fortfarande bodde, så skulle problemet med de frigivna slavarna vara löst. Tankarna föll naturligt på Afrika och inspirationen kom till stor del från staden Freetown i den brittiska besittningen Sierra Leone, som just skapats som en fristad för frigivna slavar just för att dessas inflytande över de ännu förslavade kraftigt skulle kunna begränsas. ACS bildades officiellt 1816.

## Kolonisering och skapandet av Liberia
ACS fick omgående stort stöd från flera håll, bland annat från abolitionistiska rörelser i USA, vid den här tidpunkten främst kväkare, och slavägare som hade intresse av att få bort de frigivna svarta slavarna som de annars fruktade skulle uppmana till uppror mot slavsamhället. Även inom den amerikanska regeringen, senaten och kongressen fanns ett utbrett stöd för ACS, där var en överväldigande majoritet dock inne på slavägarnas linje snarare än på den abolitionistiska. Syftet med ACS arbete var således inte humanitärt utan snarare ett sätt att röja potentiella orosmoment ur vägen. 
Med hjälp av privata donationer och medel från den amerikanska kongressen började företrädare för ACS etablera en koloni på den av västvärlden i stort sett helt outforskade Pepparkusten i västra Afrika (nuvarande Liberia).
I januari 1820 satte det första skeppet, Elisabeth, kurs mot Pepparkusten med 88 emigranter ombord. Följande år tilltvingade sig ACS ett område på pepparkusten av en lokal hövding, i ACS:s protokoll kallad Kung Peter, och grundade staden Monrovia, döpt efter den dåvarande amerikanske presidenten James Monroe, den nya kolonin var därmed officiellt etablerad. Under de 20 åren som följde lydde kolonin direkt under ACS och styrdes av vita guvernörer som utvidgade dess territorium, under denna tid invandrade ytterligare omkring 17 000 frigivna slavar från USA. Dessa kom huvudsakligen från bomullsplantageerna i Maryland, Georgia och Virginia där antalet frigivna slavar och fria svarta var som störst. 1842 valdes Joseph Jenkins Roberts till kolonins förste icke-vita guvernör. 1847 höll ACS dock på att gå i konkurs sedan den amerikanska staten inte längre ville finansiera projektet vilket ledde till att även ett flertal privata donatorer drog sig ur. Därför tvingades ACS förklara kolonin slutligen självständig som Republiken Liberia (Liber från engelskans Liberty) 1847 med den förre guvernören Roberts som president, detta trots att den nya staten inte var ekonomiskt redo att klara sig själv. ACS arbete var därmed avslutat. Liberias självständighet erkändes dock inte av USA förrän 1862. 
Ättlingarna till de frigivna slavarna som emigrerat till Liberia, de så kallade Liberia-amerikanerna, etablerade sig snart som den nya statens lokala överklass och kom att fullständigt dominera Liberias politik fram till 1980-talet.